# Alba (Missouri)
Alba is een plaats (city) in de Amerikaanse staat Missouri, en valt bestuurlijk gezien onder Jasper County.

## Demografie
Bij de volkstelling in 2000 werd het aantal inwoners vastgesteld op 588.
In 2006 is het aantal inwoners door het United States Census Bureau geschat op 569, een daling van 19 (-3,2%).

## Geografie
Volgens het United States Census Bureau beslaat de plaats een oppervlakte van
0,8 km², geheel bestaande uit land.

## Plaatsen in de nabije omgeving
De onderstaande figuur toont nabijgelegen plaatsen in een straal van 8 km rond Alba.